# Royal Scots Greys

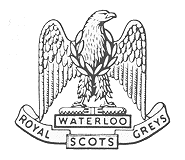
Mützenabzeichen der Royal Scots Greys

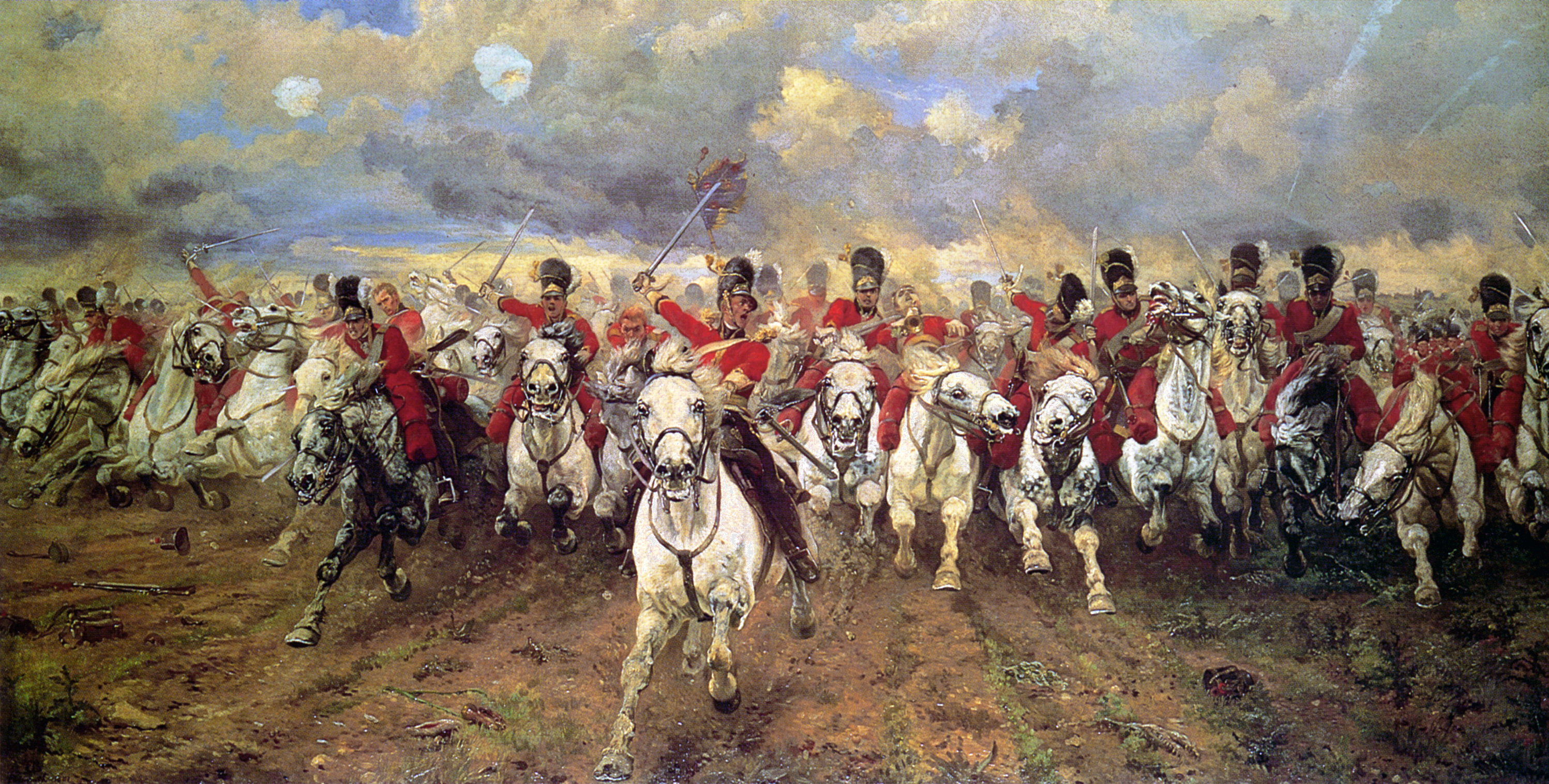
Scotland Forever! von Elizabeth Butler, 1881

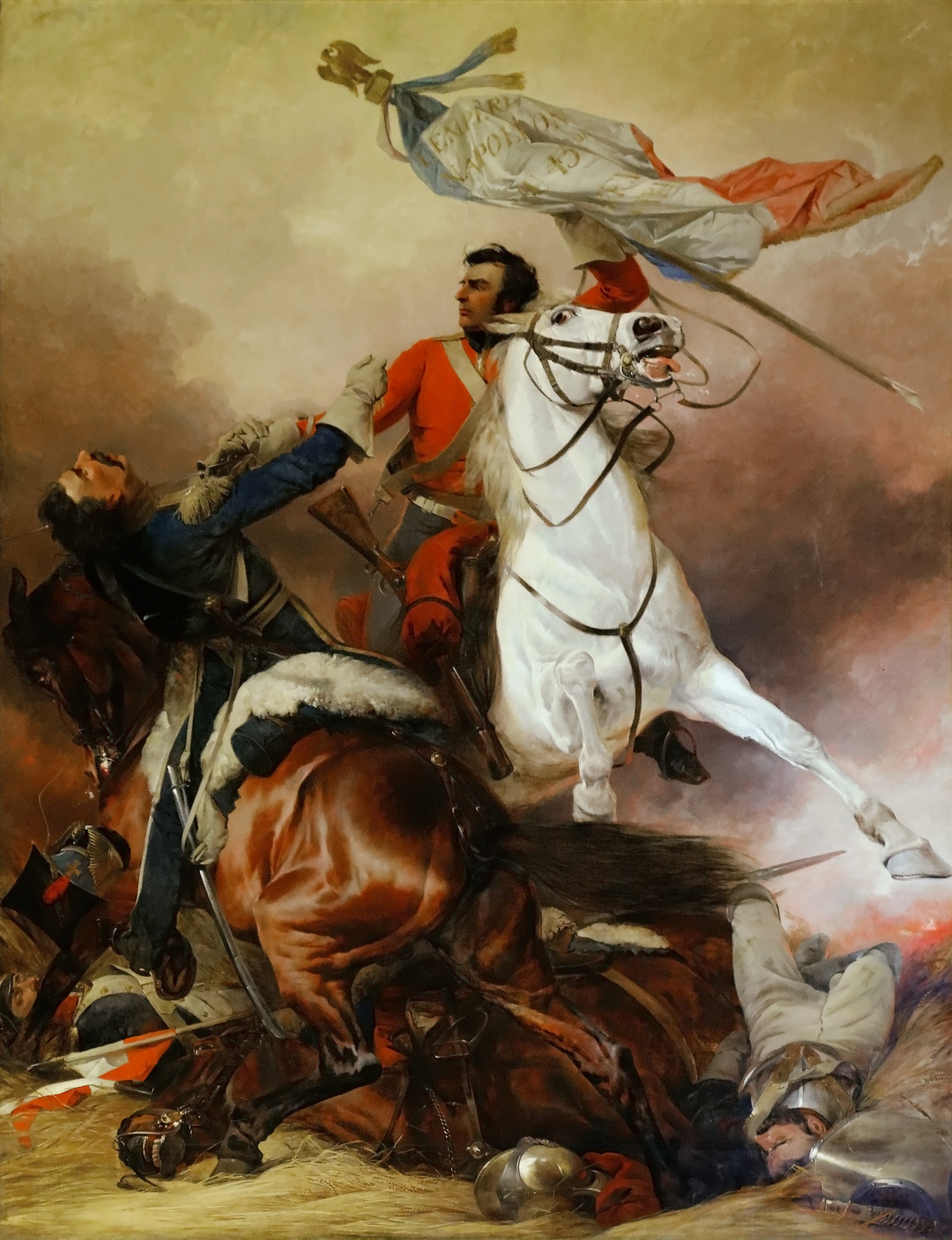
Richard Ansdell (1815–1885), In der Schlacht bei Waterloo sichert der Sergeant Charles Ewart der Royal North British Dragoons die erbeutete Fahne des 45^{e} RI gegen die Rückeroberung durch einen französischen Lancier.

The Royal Scots Greys (2nd Dragoons) (deutsch Die königlich-schottischen Grauschimmel) waren ein schottisches Kavallerie-Regiment der britischen Armee, das von 1681 bis 1971 bestand.

## Geschichte
Die Geschichte des Regimentes begann im Frühjahr 1678 mit der Gründung von drei unabhängigen Troops schottischer Dragoner. Am 25. November 1681 wurden die drei Troops zu einem Regiment zusammengefasst, das Royal Regiment of Scots Dragoons oder His Majesty’s Regiment of Dragoons genannt wurde und dessen erster Colonel of the Regiment der Lieutenant-General Thomas Dalziel wurde. Am 1. November 1688 wurde das Regiment als 2nd Regiment of Dragoons nummeriert. Wegen der von Regiment verwendeten Schimmel (englisch grey) kam 1702 der Alternativname Grey Dragoons oder Scots Regiment of White Horses auf. In Anerkennung dafür, dass das Regiment 1706 in der Schlacht bei Ramillies das französische Regiment du Roi besiegt, erhielt es Grenadiermützen in der damals im britischen Heer üblichen Form einer Mitra aus Stoff, die 1768 allgemein durch Bärenfellmützen ersetzt wurde. Nach der Gründung des Königreichs Großbritannien (1707) wurde das Regiment 1737 in Royal North British Regiment of Dragoons (North Britain für Schottland) umbenannt. Bis 1751 wurden britische Regimenter vorrangig auch nach ihrem jeweiligen Colonel benannt; so hieß es unter Thomas Dalzell Dalzell’s Regiment of Dragoons, unter dessen Nachfolger Lord Charles Murray Murray’s Regiment of Dragoons etc. Am 1. Juli 1751 wurde eine einheitliche Nummerierung der Regimenter eingeführt und das Regiment zu 2nd (Royal North British) Regiment of Dragoons umbenannt.
In der Schlacht bei Waterloo zeichnete sich das Regiment aus, erbeutete Fahne und Adler des französischen 45. Régiment d’Infanterie und machte 2000 Gefangene. Es wurde dafür mit dem Schriftzug Waterloo auf der Truppenfahne des Regiments geehrt. Berühmt ist das Bild Scotland Forever! von Elizabeth Butler, das den Angriff des Regimentes in der Schlacht zeigt. Der Einsatz der Scots Dragoons wurde auch im Film Waterloo gezeigt.
1866 wurde der offizielle Name des Regiments zu 2nd (Royal North British) Dragoons (Royal Scots Greys) erweitert und am 3. April 1877 zu 2nd Dragoons (Royal Scots Greys) gekürzt. Am 1. Januar 1921 wurde das Regiment zu Royal Scots Greys (2nd Dragoons) umbenannt.
Auch im Zweiten Weltkrieg wurde das Regiment zunächst als Kavallerieeinheit eingesetzt, wurde aber am 19. Juli 1941 dem Royal Armoured Corps zugeordnet und zu einer Panzereinheit umgerüstet.
Am 2. Juli 1971 wurden in Edinburgh die 3rd Carabiniers (Prince of Wales’s Dragoon Guards) und die Royal Scots Greys (2nd Dragoons) zum Regiment Royal Scots Dragoon Guards (Carabiniers and Greys) verschmolzen. Es setzt die Tradition der beiden vereinigten Regimenter fort und trägt deshalb den Beinamen Carabiniers and Greys und den Schriftzug Waterloo im Abzeichen.
Die Regimentskapelle The Pipes and Drums and Military Band of the Royal Scots Dragoon Guards hatte die LP „Farewell to the Greys“ aufgenommen – ein Abschiedsgeschenk an die Royal Scots Greys zu deren Auflösung. Mit dem Titel Amazing Grace der LP gelang es ihnen am 15. April 1972, die Spitzenposition der Singles-Charts in Großbritannien und in Australien zu erreichen, und war auch in Deutschland sehr bekannt und beliebt.

## Colonels

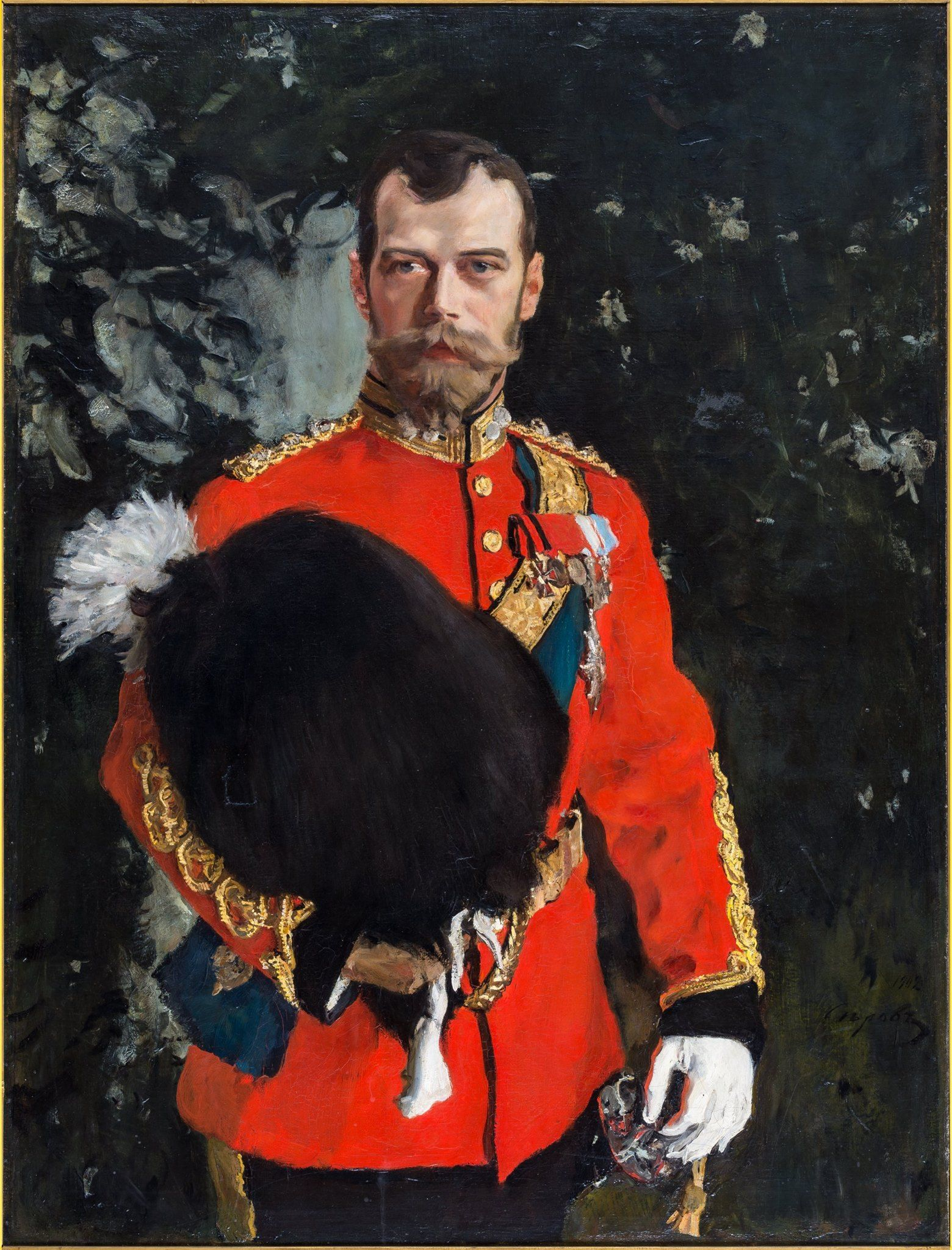
Zar Nikolaus II. in der Uniform eines Colonels der Royal Scots Greys

Colonel-in-Chief des Regiments waren:
- 1894–1918: Zar Nikolaus II.
- 1921–1938: Prince Arthur of Connaught
- 1939–1952: König Georg VI.
- 1953–1971: Königin Elisabeth II.

Colonel of the Regiment waren:
- 1681–1685: Lieutenant-General Thomas Dalziel
- 1685–1688: Colonel Lord Charles Murray
- 1688–1704: Lieutenant-General Thomas Livingstone, 1. Viscount Teviot
- 1704–1706: Brigadier-General Lord John Hay
- 1706–1714: Field Marshal John Dalrymple, 2. Earl of Stair
- 1714–1717: General David Colyear, 1. Earl of Portmore
- 1717–1745: Lieutenant-General Sir James Campbell
- 1745–1747: Field Marshal John Dalrymple, 2. Earl of Stair
- 1747–1750: Lieutenant-General John Lindsay, 20. Earl of Crawford
- 1750–1752: General John Leslie, 10. Earl of Rothes
- 1752–1770: General John Campbell, 4. Duke of Argyll
- 1770–1782: General William Maule, 1. Earl Panmure
- 1782–1785: Lieutenant-General George Preston
- 1785–1795: General James Johnston
- 1795–1796: General Archibald Montgomerie, 11. Earl of Eglinton
- 1796–1801: Lieutenant-General Sir Ralph Abercromby
- 1801–1813: General Sir David Dundas
- 1813–1815: General William Kerr, 5. Marquess of Lothian
- 1815–1839: General Sir James Steuart-Denham, 8. Baronet
- 1839–1852: General Sir William Keir Grant
- 1852–1858: Lieutenant-General Archibald Money
- 1858–1860: Lieutenant-General Arthur Hill, 2. Baron Sandys
- 1860–1864: Lieutenant-General Sir Alexander Clark-Kennedy
- 1864–1891: General Sir John Bloomfield Gough
- 1891–1900: General George Calvert Clarke
- 1900–1905: Lieutenant-General Andrew Nugent
- 1905–1916: Major-General Andrew Smythe Montague Browne
- 1916–1925: Field Marshal Sir William Robertson, 1. Baronet
- 1925–1947: Field Marshal Philip Chetwode, 1. Baron Chetwode
- 1947–1958: Brigadier George Herbert Norris Todd
- 1958–1968: Brigadier John Edmund Swetenham
- 1968–1971: Colonel Alexander George Jeffrey Readman

## Battle Honours
Dem Regiment wurden folgende Battle Honours verliehen (englische Originalbezeichnungen):
- Vor 1914: Blenheim, Ramillies, Oudenarde, Malplaquet, Dettingen, Warburg, Willems, Waterloo, Balaklava, Sevastopol, Relief of Kimberley, Paardeberg, South Africa 1899–1902
- Erster Weltkrieg: Mons, Retreat from Mons, Marne 1914, Aisne 1914, Messines 1914, Ypres 1914 ’15, Gheluvelt, Neuve Chapelle, St. Julien, Bellewaarde, Arras 1917, Scarpe 1917, Cambrai 1917 ’18, Lys, Hazebrouck, Amiens, Somme 1918, Albert 1918, Bapaume 1918, Hindenburg Line, St Quentin Canal, Beaurevoir, Pursuit to Mons, France and Flanders 1914–18
- Zweiter Weltkrieg: Caen, Hill 112, Falaise, Venlo Pocket, Hochwald, Aller, Bremen, North-West Europe 1944–45, Merjayun, Syria 1941, Alam El Halfa, El Alamein, El Agheila, Nofilia, Advance on Tripoli, North Africa 1942–43, Salerno, Battipaglia, Volturno Crossing, Italy 1943